# Torchiara
Torchiara – miejscowość i gmina we Włoszech, w regionie Kampania, w prowincji Salerno.
Według danych na rok 2004 gminę zamieszkiwało 1527 osób, 190,9 os./km².